# Йолянта Жиндул
Йоля̀нта Ма̀рия Жѝндул (на полски: Jolanta Maria Żyndul), родена през 1964 година е полска историчка, специалист по съвременна история на евреите в Полша и полско-еврейските взаимоотношения през XIX и XX век.

## Биография
Постъпва в Историческия факултет на Люблинския католически университет „Йоан Павел II“, но впоследствие се мести във Варшава и през 1990 година завършва Историческия факултет на Варшавския университет. От 1991 година работи в Центъра за изследване и преподаване на историята и културата на полските евреи „Мордехай Анелевич“, като от 1999 година е на постоянна длъжност. В същата година защитава докторат, а през януари 2013 година се хабилитира.  При пенсионирането на директора на Центъра, проф. Йежи Томашевски, заема неговата длъжност.
Проф. Жиндул работи и като главен специалист в Музея за история на полските евреи „Полин“
и води лекции като гостуващ професор на Ягелонския университет.
Книгата ѝ „Лъжа за кръвта. Легендата за ритуалното убийство в полските земи през XIX и XX век“ (на полски: Kłamstwo krwi. Legenda mordu rytualnego na ziemiach polskich w XIX i XX wieku), издадена през 2011 година, е монография, посветена на устойчивото схващане, че човешките жертвоприношения при евреите е част от тяхната религия. Монографията получава положителни отзиви.
През 2000 Йолянта Жиндул получава наградата „Клио“ за монографията си „Държава в държавата? Национално-културна автономия в източната част на Централна Европа през XX век“ (на полски: Państwo w państwie? Autonomia narodowo-kulturalna w Europie Środkowowschodniej w XX wieku), посветена на националната и културна автономия на Централна и Източна Европа през XX век. През 2007 година Жиндул получава възпоменателния медал, посветен на Въстанието във Варшавското гето.

## По-важни публикации
- Zajścia antyżydowskie w Polsce w latach 1935 – 1937, Warsaw 1994.
- Apolinary Hartglas. Na pograniczu dwóch światów, ed. J. Żyndul, Warsaw 1996.
- Państwo w państwie? Autonomia narodowo-kulturalna w Europie Środkowowschodniej w XX wieku, Warsaw 2000.[6]
- Kłamstwo krwi. Legenda mordu rytualnego na ziemiach polskich w XIX i XX wieku, Warsaw 2011.[4]